# Bravo-Jahrescharts 2006
Die Bravo-Jahrescharts werden zum Jahresende von der Bravo-Redaktion als Hitliste erstellt. Die Jugendzeitschrift Bravo erscheint seit 1956 und enthält in jeder Wochenausgabe eine Hitliste, die von den Lesern gewählt wurde. Seit 1960 können die Bravo-Leser außerdem ihre beliebtesten Gesangsstars wählen und dekorieren sie mit dem Bravo Otto.

## Bravo-Jahrescharts 2006
1. Der letzte Tag – Tokio Hotel – 180 Punkte
2. Mama – US5 – 176 Punkte
3. Rette mich – Tokio Hotel – 174 Punkte
4. Du und ich – Rapsoul – 173 Punkte
5. Come Back to Me Baby – US5 – und außerdem Prinzesschen – LaFee – 169 Punkte
6. Richtig scheiß… – Killerpilze und außerdem Unfaithful – Rihanna – 164 Punkte
7. In the Club – US5 – 158 Punkte
8. Von der Skyline zum Bordstein und zurück – Bushido – 155 Punkte
9. Stand by Me – Lemon Ice – 153 Punkte
10. Breakaway – Kelly Clarkson – 148 Punkte
11. Because of You – Kelly Clarkson – 146 Punkte
12. Jesus of Suburbia – Green Day – 143 Punkte
13. From Dusk Till Dawn – Soccx – 140 Punkte
14. Schrei – Tokio Hotel und außerdem Ich kann auch ohne Dich – Killerpilze – 138 Punkte
15. Beautiful Soul – Jesse McCartney – 137 Punkte
16. SOS – Rihanna und außerdem Springt hoch – Killerpilze – 135 Punkte

## Bravo-Otto-Wahl 2006

### Superband Rock
1. Goldener Otto: Tokio Hotel
2. Silberner Otto: Killerpilze
3. Bronzener Otto: Revolverheld

### Superband Pop
1. Goldener Otto: US5
2. Silberner Otto: Monrose
3. Bronzener Otto: The Pussycat Dolls

### Supersänger
1. Goldener Otto: Justin Timberlake
2. Silberner Otto: Xavier Naidoo
3. Bronzener Otto: Marc Terenzi

### Supersängerin
1. Goldener Otto: Sarah Connor
2. Silberner Otto: LaFee
3. Bronzener Otto: Christina Aguilera

### Hip Hop International
1. Goldener Otto: Eminem
2. Silberner Otto: 50 Cent
3. Bronzener Otto: 2Pac

### Hip Hop National
1. Goldener Otto: Bushido
2. Silberner Otto: Sido
3. Bronzener Otto: Eko Fresh